# Vidaurrazaga-Gletscher
Der Vidaurrazaga-Gletscher (spanisch Glaciar Vidaurrazaga) ist ein Gletscher an der Danco-Küste im Westen des Grahamlands auf der Antarktischen Halbinsel. Er mündet nordöstlich des Waterboat Point in die Aguirre-Passage.
Teilnehmer der British Imperial Antarctic Expedition (1920–1922) unter der Leitung von John Lachlan Cope (1893–1947) entdeckten ihn 1921. Wissenschaftler der 5. Chilenischen Antarktisexpedition (1950–1951) nahmen Vermessungen des Gletschers vor. Sie benannten ihn nach Alberto Vidaurrazaga, der bei dieser Forschungsreise maßgeblich an der Errichtung der González-Videla-Station beteiligt war.